# 胡拉多
胡拉多（西班牙語：Juradó）是哥倫比亞的城鎮，位於該國西部，由喬科省負責管轄，距離首府基布多320公里，始建於1840年，面積992平方公里，處於海拔水平面，2005年人口2,792。
7°06′41″N 77°46′17″W / 7.11139°N 77.7714°W